# Österrikisk kåltrav
Österrikisk kåltrav (Conringia austriaca) är en korsblommig växtart som först beskrevs av Nikolaus Joseph von Jacquin, och fick sitt nu gällande namn av Robert Sweet. Enligt Catalogue of Life ingår Österrikisk kåltrav i släktet kåltravar och familjen korsblommiga växter, men enligt Dyntaxa är tillhörigheten istället släktet kåltravar och familjen korsblommiga växter. Arten har ej påträffats i Sverige. Inga underarter finns listade i Catalogue of Life.